# Liga Siatkówki Kobiet (2007/2008)
Liga Siatkówki Kobiet 2007/2008 – organizowane przez Profesjonalną Ligę Piłki Siatkowej SA (PLPS SA) zmagania najwyższej w hierarchii klasy żeńskich ligowych rozgrywek siatkarskich w Polsce, będących jednocześnie najwyższym szczeblem centralnym (I poziom ligowy). Toczone systemem kołowym z fazą play-off i play-out na zakończenie sezonu i przeznaczone dla 10 najlepszych polskich klubów piłki siatkowej. 72. edycja rozgrywek o tytuł Mistrzyń Polski, po raz 3. prowadzona w formie ligi zawodowej.

## System rozgrywek
- Etap I – dwurundowa faza zasadnicza, przeprowadzona w formule ligowej, systemem kołowym (tj. „każdy z każdym – mecz i rewanż”);
- Etap II – faza play-off (3 rundy).

## Drużyny uczestniczące
| \| \| Uczestnicy poprzedniej edycji \| \| \| \| --------------------------------------------------------------------------------------------------------------------------------------------------------------------------------- \| ----------------------------- \| - \| --- \| \| KAL \| Winiary Kalisz \| 1 \| LM \| \| PIŁ \| PTPS Farmutil Piła \| 2 \| LM \| \| BIE \| BKS Aluprof Bielsko-Biała \| 3 \| CEV \| \| BYD \| Centrostal Bydgoszcz \| 4 \| CEV \| \| MUS \| Muszynianka Fakro Muszyna \| 5 \| PCh \| \| POZ \| AZS AWF Poznań \| 6 \| \| \| GDA \| Energa Gedania Gdańsk \| 7 \| \| \| MIE \| Stal Mielec \| 8 \| \| \| BIA \| Pronar AZS Białystok \| 9 \| \| \| \| Awans z I ligi \| \| \| \| DĄB \| MKS Dąbrowa Górnicza \| 1 \| \| \| Oznaczenia: - kolumna pierwsza – skróty nazw drużyn wpisane na mapie (jeśli ta została zamieszczona), - kolumna trzecia – miejsce zajęte przez daną drużynę w poprzednim sezonie. \| \| \| \| | BIEPOZKALMIEBYDPIŁDĄBBIAMUSGDA Lokalizacja klubów |   |     |
| | Uczestnicy poprzedniej edycji                     |   |     |
| KAL | Winiary Kalisz                                    | 1 | LM  |
| PIŁ | PTPS Farmutil Piła                                | 2 | LM  |
| BIE | BKS Aluprof Bielsko-Biała                         | 3 | CEV |
| BYD | Centrostal Bydgoszcz                              | 4 | CEV |
| MUS | Muszynianka Fakro Muszyna                         | 5 | PCh |
| POZ | AZS AWF Poznań                                    | 6 |     |
| GDA | Energa Gedania Gdańsk                             | 7 |     |
| MIE | Stal Mielec                                       | 8 |     |
| BIA | Pronar AZS Białystok                              | 9 |     |
| | Awans z I ligi                                    |   |     |
| DĄB | MKS Dąbrowa Górnicza                              | 1 |     |
| Oznaczenia: - kolumna pierwsza – skróty nazw drużyn wpisane na mapie (jeśli ta została zamieszczona), - kolumna trzecia – miejsce zajęte przez daną drużynę w poprzednim sezonie. |                                                   |   |     |

## Rozgrywki

### Faza zasadnicza

#### Tabela wyników
| Gospodarz \ Gość1         | KAL | PIŁ | BIE | BYD | MUS | POZ | GDA | MIE | BIA | DĄB |
| Winiary Kalisz            |     | 3:1 | 3:2 | 3:0 | 3:0 | 3:1 | 3:0 | 3:1 | 3:0 | 3:0 |
| PTPS Farmutil Piła        | 2:3 |     | 0:3 | 3:0 | 2:3 | 3:1 | 3:0 | 3:0 | 3:0 | 3:0 |
| BKS Aluprof Bielsko-Biała | 3:1 | 2:3 |     | 3:1 | 3:0 | 3:1 | 3:0 | 3:0 | 3:1 | 3:0 |
| Centrostal Bydgoszcz      | 3:0 | 0:3 | 0:3 |     | 1:3 | 1:3 | 3:2 | 3:0 | 3:1 | 2:3 |
| Muszynianka Muszyna       | 3:2 | 3:1 | 1:3 | 3:0 |     | 3:0 | 3:1 | 3:0 | 3:0 | 3:0 |
| AZS AWF Poznań            | 0:3 | 1:3 | 0:3 | 3:0 | 2:3 |     | 3:2 | 3:2 | 3:1 | 3:1 |
| Energa Gedania Gdańsk     | 1:3 | 0:3 | 0:3 | 3:1 | 0:3 | 3:0 |     | 3:2 | 2:3 | 3:2 |
| Stal Mielec               | 1:3 | 1:3 | 1:3 | 3:1 | 3:2 | 3:0 | 2:3 |     | 3:0 | 3:1 |
| Pronar AZS Białystok      | 0:3 | 3:1 | 0:3 | 3:2 | 1:3 | 3:0 | 1:3 | 3:2 |     | 1:3 |
| MKS Dąbrowa Górnicza      | 0:3 | 0:3 | 3:2 | 3:2 | 0:3 | 1:3 | 3:1 | 3:0 | 3:2 |     |

Źródło: 
1 Drużyna gospodarzy jest wymieniona po lewej stronie tabeli.
Kolory:
  zwycięstwo gospodarzy 3:0 lub 3:1
  zwycięstwo gospodarzy 3:2
  zwycięstwo gości 3:0 lub 3:1
  zwycięstwo gości 3:2

#### Terminarz i wyniki
|  |  | 1. kolejka |  |
|  |  | ---------- |  |

| 21.11. 2007 | Centrostal Focus Park Bydgoszcz | 3:2 (25:22, 21:25, 25:16, 22:25, 15:9) | Energa Gedania Gdańsk |

| 24.11. 2007 | MKS Dąbrowa Górnicza | 0:3 (14:25, 17:25, 17:25) | Winiary Kalisz |

| 24.11. 2007 | Farmutil Piła | 3:0 (25:20, 25:20, 25:18) | Pronar Zeto Astwa AZS Białystok |

| 24.11. 2007 | Muszynianka Fakro Muszyna | 3:0 (25:20, 25:22, 25:18) | IDMSA Swarzędzmeble AZS AWF Poznań |

| 28.11. 2007 | BKS Aluprof Bielsko-Biała | 3:0 (25:20, 25:18, 26:24) | KPSK Stal Mielec |

|  |  | 2. kolejka |  |
|  |  | ---------- |  |

| 30.11. 2007 | MKS Dąbrowa Górnicza | 1:3 (21:25, 19:25, 25:19, 23:25) | IDMSA Swarzędzmeble AZS AWF Poznań |

| 2.12. 2007 | Winiary Kalisz | 3:1 (25:23, 25:22, 24:26, 25:23) | Farmutil Piła |

| 5.12. 2007 | KPSK Stal Mielec | 3:1 (25:23, 10:25, 25:17, 25:19) | Centrostal Focus Park Bydgoszcz |

| 6.12. 2007 | Pronar Zeto Astwa AZS Białystok | 0:3 (17:25, 21:25, 22:25) | BKS Aluprof Bielsko-Biała |

| 12.12. 2007 | Energa Gedania Gdańsk | 0:3 (23:25, 17:25, 18:25) | Muszynianka Fakro Muszyna |

|  |  | 3. kolejka |  |
|  |  | ---------- |  |

| 8.12. 2007 | Farmutil Piła | 3:0 (25:18, 25:20, 25:14) | MKS Dąbrowa Górnicza |

| 8.12. 2007 | BKS Aluprof Bielsko-Biała | 3:1 (25:19, 23:25, 25:23, 25:18) | Winiary Kalisz |

| 8.12. 2007 | Centrostal Focus Park Bydgoszcz | 3:1 (25:23, 20:25, 30:28, 25:11) | Pronar Zeto Astwa AZS Białystok |

| 8.12. 2007 | Muszynianka Fakro Muszyna | 3:0 (25:18, 25:20, 25:20) | KPSK Stal Mielec |

| 10.12. 2007 | IDMSA Swarzędzmeble AZS AWF Poznań | 3:2 (22:25, 21:25, 25:21, 25:15, 16:14) | Energa Gedania Gdańsk |

|  |  | 4. kolejka |  |
|  |  | ---------- |  |

| 15.12. 2007 | MKS Dąbrowa Górnicza | 3:1 (25:18, 22:25, 25:20, 25:17) | Energa Gedania Gdańsk |

| 15.12. 2007 | Winiary Kalisz | 3:0 (25:15, 25:16, 25:21) | Centrostal Focus Park Bydgoszcz |

| 15.12. 2007 | KPSK Stal Mielec | 3:0 (25:21, 25:20, 25:20) | IDMSA Swarzędzmeble AZS AWF Poznań |

| 15.12. 2007 | Farmutil Piła | 0:3 (18:25, 18:25, 23:25) | BKS Aluprof Bielsko-Biała |

| 21.02. 2008 | Muszynianka Fakro Muszyna | 3:0 (25:14, 25:16, 26:24) | Pronar Zeto Astwa AZS Białystok |

|  |  | 5. kolejka |  |
|  |  | ---------- |  |

| 22.12. 2007 | BKS Aluprof Bielsko-Biała | 3:0 (25:14, 25:18, 25:18) | MKS Dąbrowa Górnicza |

| 22.12. 2007 | Centrostal Focus Park Bydgoszcz | 0:3 (14:25, 14:25, 15:25) | Farmutil Piła |

| 22.12. 2007 | Energa Gedania Gdańsk | 3:2 (25:14, 25:20, 22:25, 20:25, 18:16) | KPSK Stal Mielec |

| 22.12. 2007 | IDMSA Swarzędzmeble AZS AWF Poznań | 3:1 (22:25, 25:23, 25:20, 25:17) | Pronar Zeto Astwa AZS Białystok |

| 7.02. 2008 | Muszynianka Fakro Muszyna | 3:2 (25:22, 25:22, 19:25, 23:25, 16:14) | Winiary Kalisz |

|  |  | 6. kolejka |  |
|  |  | ---------- |  |

| 29.12. 2007 | MKS Dąbrowa Górnicza | 3:0 (25:21, 25:22, 25:15) | KPSK Stal Mielec |

| 29.12. 2007 | BKS Aluprof Bielsko-Biała | 3:1 (25:21, 21:25, 25:22, 25:21) | Centrostal Focus Park Bydgoszcz |

| 29.12. 2007 | Winiary Kalisz | 3:1 (22:25, 25:14, 25:19, 25:9) | IDMSA Swarzędzmeble AZS AWF Poznań |

| 29.12. 2007 | Pronar Zeto Astwa AZS Białystok | 1:3 (19:25, 16:25, 25:21, 23:25) | Energa Gedania Gdańsk |

| 30.12. 2007 | Farmutil Piła | 2:3 (25:14, 28:30, 25:21, 24:26, 13:15) | Muszynianka Fakro Muszyna |

|  |  | 7. kolejka |  |
|  |  | ---------- |  |

| 26.01. 2008 | Energa Gedania Gdańsk | 1:3 (15:25, 25:23, 21:25, 14:25) | Winiary Kalisz |

| 26.01. 2008 | IDMSA Swarzędzmeble AZS AWF Poznań | 1:3 (17:25, 25:19, 13:25, 18:25) | Farmutil Piła |

| 27.01. 2008 | Centrostal Focus Park Bydgoszcz | 2:3 (25:19, 25:21, 20:25, 26:28, 18:20) | MKS Dąbrowa Górnicza |

| 27.01. 2008 | Muszynianka Fakro Muszyna | 1:3 (25:12, 23:25, 18:25, 20:25) | BKS Aluprof Bielsko-Biała |

| 28.01. 2008 | KPSK Stal Mielec | 3:0 (25:20, 25:18, 25:14) | Pronar Zeto Astwa AZS Białystok |

|  |  | 8. kolejka |  |
|  |  | ---------- |  |

| 1.02. 2008 | MKS Dąbrowa Górnicza | 3:2 (25:22, 25:16, 24:26, 23:25, 15:13) | Pronar Zeto Astwa AZS Białystok |

| 2.02. 2008 | Centrostal Focus Park Bydgoszcz | 1:3 (20:25, 25:17, 23:25, 13:25) | Muszynianka Fakro Muszyna |

| 2.02. 2008 | Farmutil Piła | 3:0 (25:12, 25:20, 25:16) | Energa Gedania Gdańsk |

| 2.02. 2008 | Winiary Kalisz | 3:1 (25:11, 20:25, 25:21, 25:18) | KPSK Stal Mielec |

| 3.02. 2008 | BKS Aluprof Bielsko-Biała | 3:1 (21:25, 25:18, 25:14, 25:17) | IDMSA Swarzędzmeble AZS AWF Poznań |

|  |  | 9. kolejka |  |
|  |  | ---------- |  |

| 9.02. 2008 | Energa Gedania Gdańsk | 0:3 (17:25, 23:25, 23:25) | BKS Aluprof Bielsko-Biała |

| 9.02. 2008 | Pronar Zeto Astwa AZS Białystok | 0:3 (17:25, 23:25, 23:25) | Winiary Kalisz |

| 10.02. 2008 | KPSK Stal Mielec | 1:3 (25:16, 20:25, 12:25, 14:25) | Farmutil Piła |

| 10.02. 2008 | Muszynianka Fakro Muszyna | 3:0 (26:24, 25:23, 25:12) | MKS Dąbrowa Górnicza |

| 11.02. 2008 | IDMSA Swarzędzmeble AZS AWF Poznań | 3:0 (25:23, 25:23, 32:30) | Centrostal Focus Park Bydgoszcz |

|  |  | 10. kolejka |  |
|  |  | ----------- |  |

| 16.02. 2008 | Winiary Kalisz | 3:1 (25:19, 25:18, 21:25, 25:14) | MKS Dąbrowa Górnicza |

| 16.02. 2008 | IDMSA Swarzędzmeble AZS AWF Poznań | 2:3 (19:25, 29:27, 18:25, 25:21, 10:15) | Muszynianka Fakro Muszyna |

| 16.02. 2008 | KPSK Stal Mielec | 1:3 (24:26, 21:25, 25:19, 21:25) | BKS Aluprof Bielsko-Biała |

| 17.02. 2008 | Pronar Zeto Astwa AZS Białystok | 3:1 (15:25, 25:21, 25:23, 25:20) | Farmutil Piła |

| 18.02. 2008 | Energa Gedania Gdańsk | 3:1 (25:16, 20:25, 25:18, 25:19) | Centrostal Focus Park Bydgoszcz |

|  |  | 11. kolejka |  |
|  |  | ----------- |  |

| 22.02. 2008 | IDMSA Swarzędzmeble AZS AWF Poznań | 3:1 (20:25, 25:23, 25:23, 25:22) | MKS Dąbrowa Górnicza |

| 23.02. 2008 | Muszynianka Fakro Muszyna | 3:1 (25:23, 26:28, 25:21, 25:17) | Energa Gedania Gdańsk |

| 23.02. 2008 | BKS Aluprof Bielsko-Biała | 3:1 (25:22, 25:20, 21:25, 25:18) | Pronar Zeto Astwa AZS Białystok |

| 24.02. 2008 | Farmutil Piła | 2:3 (21:25, 15:16, 25:8, 16:25, 17:19) | Winiary Kalisz |

| 25.02. 2008 | Centrostal Focus Park Bydgoszcz | 3:0 (25:16, 25:23, 25:17) | KPSK Stal Mielec |

|  |  | 12. kolejka |  |
|  |  | ----------- |  |

| 27.02. 2008 | MKS Dąbrowa Górnicza | 0:3 (15:25, 12:25, 21:25) | Farmutil Piła |

| 27.02. 2008 | Energa Gedania Gdańsk | 3:0 (25:22, 25:20, 25:19) | IDMSA Swarzędzmeble AZS AWF Poznań |

| 27.02. 2008 | KPSK Stal Mielec | 3:2 (20:25, 25:27, 25:21, 25:23, 15:13) | Muszynianka Fakro Muszyna |

| 27.02. 2008 | Winiary Kalisz | 3:2 (25:22, 22:25, 17:25, 25:20, 15:9) | BKS Aluprof Bielsko-Biała |

| 5.03. 2008 | Pronar Zeto Astwa AZS Białystok | 3:2 (25:17, 15:25, 25:21, 20:25, 15:10) | Centrostal Focus Park Bydgoszcz |

|  |  | 13. kolejka |  |
|  |  | ----------- |  |

| 1.03. 2008 | Energa Gedania Gdańsk | 3:2 (16:25, 25:13, 27:25, 19:25, 19:17) | MKS Dąbrowa Górnicza |

| 1.03. 2008 | Centrostal Focus Park Bydgoszcz | 3:0 (25:22, 25:22, 25:19) | Winiary Kalisz |

| 1.03. 2008 | Pronar Zeto Astwa AZS Białystok | 1:3 (14:25, 25:22, 23:25, 20:25) | Muszynianka Fakro Muszyna |

| 1.03. 2008 | BKS Aluprof Bielsko-Biała | 2:3 (23:25, 25:27, 25:23, 25:10, 11:15) | Farmutil Piła |

| 3.03. 2008 | IDMSA Swarzędzmeble AZS AWF Poznań | 3:2 (16:25, 25:22, 18:25, 25:18, 15:13) | KPSK Stal Mielec |

|  |  | 14. kolejka |  |
|  |  | ----------- |  |

| 8.03. 2008 | MKS Dąbrowa Górnicza | 3:2 (16:25, 25:23, 25:18, 20:25, 15:10) | BKS Aluprof Bielsko-Biała |

| 8.03. 2008 | Winiary Kalisz | 3:0 (25:14, 25:23, 26:24) | Muszynianka Fakro Muszyna |

| 8.03. 2008 | Pronar Zeto Astwa AZS Białystok | 3:0 (27:25, 25:19, 25:19) | IDMSA Swarzędzmeble AZS AWF Poznań |

| 8.03. 2008 | Farmutil Piła | 3:0 (25:18, 25:20, 25:21) | Centrostal Focus Park Bydgoszcz |

| 10.03. 2008 | KPSK Stal Mielec | 2:3 (18:25, 28:26, 25:23, 21:25, 13:15) | Energa Gedania Gdańsk |

|  |  | 15. kolejka |  |
|  |  | ----------- |  |

| 14.03. 2008 | Centrostal Focus Park Bydgoszcz | 0:3 (19:25, 15:25, 22:25) | BKS Aluprof Bielsko-Biała |

| 15.03. 2008 | KPSK Stal Mielec | 3:1 (25:18, 25:19, 18:25, 25:17) | MKS Dąbrowa Górnicza |

| 15.03. 2008 | IDMSA Swarzędzmeble AZS AWF Poznań | 0:3 (23:25, 17:25, 23:25) | Winiary Kalisz |

| 15.03. 2008 | Energa Gedania Gdańsk | 2:3 (25:18, 20:25, 22:25, 25:18, 10:15) | Pronar Zeto Astwa AZS Białystok |

| 16.03. 2008 | Muszynianka Fakro Muszyna | 3:1 (25:21, 25:20, 19:25, 31:29) | Farmutil Piła |

|  |  | 16. kolejka |  |
|  |  | ----------- |  |

| 18.03. 2008 | MKS Dąbrowa Górnicza | 3:2 (26:24, 25:21, 20:25, 21:25, 15:13) | Centrostal Focus Park Bydgoszcz |

| 18.03. 2008 | Pronar Zeto Astwa AZS Białystok | 3:2 (17:25, 25:25, 19:25, 25:21, 15:6) | KPSK Stal Mielec |

| 18.03. 2008 | Winiary Kalisz | 3:0 (25:23, 25:21, 25:17) | Energa Gedania Gdańsk |

| 18.03. 2008 | BKS Aluprof Bielsko-Biała | 3:0 (25:18, 25:23, 25:15) | Muszynianka Fakro Muszyna |

| 19.03. 2008 | Farmutil Piła | 3:1 (15:25, 25:17, 25:21, 25:18) | IDMSA Swarzędzmeble AZS AWF Poznań |

|  |  | 17. kolejka |  |
|  |  | ----------- |  |

| 22.03. 2008 | Pronar Zeto Astwa AZS Białystok | 1:3 (25:20, 19:25, 24:26, 21:25) | MKS Dąbrowa Górnicza |

| 22.03. 2008 | KPSK Stal Mielec | 1:3 (13:25, 25:23, 19:25, 15:25) | Winiary Kalisz |

| 22.03. 2008 | IDMSA Swarzędzmeble AZS AWF Poznań | 0:3 (14:25, 13:25, 15:25) | BKS Aluprof Bielsko-Biała |

| 22.03. 2008 | Energa Gedania Gdańsk | 0:3 (19:25, 11:25, 24:26) | Farmutil Piła |

| 26.03. 2008 | Muszynianka Fakro Muszyna | 3:0 (25:12, 25:18, 25:16) | Centrostal Focus Park Bydgoszcz |

|  |  | 18. kolejka |  |
|  |  | ----------- |  |

| 30.03. 2008 | MKS Dąbrowa Górnicza | 0:3 (18:25, 14:25, 16:25) | Muszynianka Fakro Muszyna |

| 30.03. 2008 | Winiary Kalisz | 3:0 (25:13, 25:13, 25:15) | Pronar Zeto Astwa AZS Białystok |

| 30.03. 2008 | BKS Aluprof Bielsko-Biała | 3:0 (25:20, 25:19, 25:16) | Energa Gedania Gdańsk |

| 30.03. 2008 | Farmutil Piła | 3:0 (25:20, 27:25, 25:10) | KPSK Stal Mielec |

| 30.03. 2008 | Centrostal Focus Park Bydgoszcz | 1:3 (20:25, 25:15, 21:25, 16:25) | IDMSA Swarzędzmeble AZS AWF Poznań |

#### Tabela
| Lp. | Drużyna                   | Pkt | Mecze | Mecze | Mecze | Rodzaj wyniku | Rodzaj wyniku | Rodzaj wyniku | Rodzaj wyniku | Rodzaj wyniku | Rodzaj wyniku | Sety | Sety | Sety  | Małe punkty | Małe punkty | Małe punkty |
| Lp. | Drużyna                   | Pkt | M     | W     | P     | 3:0           | 3:1           | 3:2           | 2:3           | 1:3           | 0:3           | wyg. | prz. | stos. | zdob.       | str.        | stos.       |
| --- | ------------------------- | --- | ----- | ----- | ----- | ------------- | ------------- | ------------- | ------------- | ------------- | ------------- | ---- | ---- | ----- | ----------- | ----------- | ----------- |
| 1   | BKS Aluprof Bielsko-Biała | 48  | 18    | 15    | 3     | 9             | 6             | 0             | 3             | 0             | 0             | 51   | 15   | 3.4   | 1555        | 1318        | 1.18        |
| 2   | Winiary Kalisz            | 44  | 18    | 15    | 3     | 7             | 6             | 2             | 1             | 1             | 1             | 48   | 19   | 2.53  | 1564        | 1333        | 1.17        |
| 3   | Muszynianka Muszyna       | 40  | 18    | 14    | 4     | 7             | 4             | 3             | 1             | 1             | 2             | 45   | 22   | 2.05  | 1556        | 1402        | 1.11        |
| 4   | PTPS Farmutil Piła        | 37  | 18    | 12    | 6     | 8             | 3             | 1             | 2             | 3             | 1             | 43   | 23   | 1.87  | 1534        | 1314        | 1.17        |
| 5   | AZS AWF Poznań            | 20  | 18    | 7     | 11    | 1             | 4             | 2             | 1             | 4             | 6             | 27   | 41   | 0.66  | 1412        | 1569        | 0.9         |
| 6   | Stal Mielec               | 18  | 18    | 5     | 13    | 2             | 2             | 1             | 4             | 4             | 5             | 27   | 43   | 0.63  | 1446        | 1566        | 0.92        |
| 7   | MKS Dąbrowa Górnicza      | 18  | 18    | 7     | 11    | 1             | 2             | 4             | 1             | 4             | 6             | 27   | 43   | 0.63  | 1447        | 1587        | 0.91        |
| 8   | Energa Gedania Gdańsk     | 18  | 18    | 6     | 12    | 1             | 2             | 3             | 3             | 3             | 6             | 27   | 44   | 0.61  | 1478        | 1597        | 0.93        |
| 9   | AZS Białystok             | 13  | 18    | 5     | 13    | 1             | 1             | 3             | 1             | 6             | 6             | 23   | 46   | 0.5   | 1424        | 1538        | 0.93        |
| 10  | Centrostal Bydgoszcz      | 14  | 18    | 4     | 14    | 2             | 1             | 1             | 3             | 5             | 6             | 23   | 45   | 0.51  | 1409        | 1601        | 0.88        |

Źródło: http://wyniki.siatka.org/ligi-polskie/2007-2008/liga-siatkowki-kobiet/runda-zasadnicza/all
Punktacja: 3:0 i 3:1 – 3 pkt; 3:2 – 2 pkt; 2:3 – 1 pkt; 1:3 i 0:3 – 0 pkt
Zasady ustalania kolejności: 1. liczba punktów; 2. stosunek setów; 3. stosunek małych punktów; 4. bilans w bezpośrednich meczach
     play-off
     play-out

### Play-off

#### I runda
(do 2 zwycięstw)
| Data       | Drużyna 1             | Wynik | Drużyna 2             | Sety                       |
| ---------- | --------------------- | ----- | --------------------- | -------------------------- |
| 2008-04-08 | Gedania Gdańsk        | 0:3   | Aluprof Bielsko-Biała | 29:31, 19:25, 17:25        |
| 2008-04-12 | Aluprof Bielsko-Biała | 3:0   | Gedania Gdańsk        | 25:13, 25:23, 25:13        |
|            |                       |       |                       |                            |
| 2008-04-09 | MKS Dąbrowa Górnicza  | 1:3   | Winiary Kalisz        | 14:25, 16:25, 26:24, 17:25 |
| 2008-04-12 | Winiary Kalisz        | 3:0   | MKS Dąbrowa Górnicza  | 25:15, 25:15, 25:13        |
|            |                       |       |                       |                            |
| 2008-04-09 | Stal Mielec           | 0:3   | Muszynianka Muszyna   | 21:25, 15:25, 13:25        |
| 2008-04-12 | Muszynianka Muszyna   | 3:0   | Stal Mielec           | 26:24, 25:21, 25:15        |
|            |                       |       |                       |                            |
| 2008-04-11 | Farmutil Piła         | 3:0   | AZS AWF Poznań        | 25:11, 25:15, 25:18        |
| 2008-04-12 | Farmutil Piła         | 3:0   | AZS AWF Poznań        | 25:21, 25:12, 25:15        |

#### II runda
Mecze o miejsca 1-4
(do 3 zwycięstw)
| Data       | Drużyna 1             | Wynik | Drużyna 2             | Sety                             |
| ---------- | --------------------- | ----- | --------------------- | -------------------------------- |
| 2008-04-16 | Aluprof Bielsko-Biała | 3:0   | Farmutil Piła         | 25:19, 27:25, 25:17              |
| 2008-04-17 | Aluprof Bielsko-Biała | 1:3   | Farmutil Piła         | 22:25, 25:21, 20:25, 21:25       |
| 2008-04-19 | Farmutil Piła         | 3:1   | Aluprof Bielsko-Biała | 25:23, 19:25, 25:18, 25:21       |
| 2008-04-20 | Farmutil Piła         | 1:3   | Aluprof Bielsko-Biała | 35:37, 15:25, 25:22, 24:26       |
| 2008-04-23 | Aluprof Bielsko-Biała | 1:3   | Farmutil Piła         | 20:25, 25:13, 20:25, 22:25       |
|            |                       |       |                       |                                  |
| 2008-04-16 | Winiary Kalisz        | 1:3   | Muszynianka Muszyna   | 22:25, 21:25, 25:19, 23:25       |
| 2008-04-17 | Winiary Kalisz        | 0:3   | Muszynianka Muszyna   | 32:34, 22:25, 17:25              |
| 2008-04-19 | Muszynianka Muszyna   | 2:3   | Winiary Kalisz        | 22:25, 25:17, 25:23, 22:25, 8:15 |
| 2008-04-20 | Muszynianka Muszyna   | 3:0   | Winiary Kalisz        | 25:14, 25:20, 25:22              |

Mecze o miejsca 5-8
(do 2 zwycięstw)
| Data       | Drużyna 1            | Wynik | Drużyna 2            | Sety                       |
| ---------- | -------------------- | ----- | -------------------- | -------------------------- |
| 2008-04-16 | Gedania Gdańsk       | 3:1   | AZS AWF Poznań       | 25:19, 21:25, 25:23, 25:16 |
| 2008-04-19 | AZS AWF Poznań       | 0:3   | Gedania Gdańsk       | 17:25, 17:25, 18:25        |
|            |                      |       |                      |                            |
| 2008-04-16 | MKS Dąbrowa Górnicza | 0:3   | Stal Mielec          | 23:25, 22:25, 20:25        |
| 2008-04-19 | Stal Mielec          | 1:3   | MKS Dąbrowa Górnicza | 25:19, 19:25, 12:25, 21:25 |
| 2008-04-20 | Stal Mielec          | 0:3   | MKS Dąbrowa Górnicza | 21:25, 19:25, 16:25        |

#### III runda
Mecze o 7. miejsce
(do 2 zwycięstw)
| Data       | Drużyna 1      | Wynik | Drużyna 2      | Sety                              |
| ---------- | -------------- | ----- | -------------- | --------------------------------- |
| 2008-04-26 | Stal Mielec    | 2:3   | AZS AWF Poznań | 25:18, 25:27, 20:25, 25:23, 13:15 |
| 2008-04-30 | AZS AWF Poznań | 3:1   | Stal Mielec    | 25:22, 22:25, 25:18, 25:14        |

Mecze o 5. miejsce
(do 2 zwycięstw)
| Data       | Drużyna 1            | Wynik | Drużyna 2            | Sety                |
| ---------- | -------------------- | ----- | -------------------- | ------------------- |
| 2008-04-26 | Gedania Gdańsk       | 3:0   | MKS Dąbrowa Górnicza | 26:24, 27:25, 25:19 |
| 2008-04-29 | MKS Dąbrowa Górnicza | 3:0   | Gedania Gdańsk       | 25:21, 25:19, 25:12 |
| 2008-04-30 | MKS Dąbrowa Górnicza | 3:0   | Gedania Gdańsk       | 25:22, 25:17, 25:22 |

##### Mecze o 3. miejsce
(do 3 zwycięstw)
| Data       | Drużyna 1             | Wynik | Drużyna 2             | Sety                       |
| ---------- | --------------------- | ----- | --------------------- | -------------------------- |
| 2008-04-26 | Aluprof Bielsko-Biała | 1:3   | Winiary Kalisz        | 25:20, 20:25, 24:26, 19:25 |
| 2008-04-27 | Aluprof Bielsko-Biała | 1:3   | Winiary Kalisz        | 17:25, 25:21, 22:25, 17:25 |
| 2008-04-30 | Winiary Kalisz        | 3:1   | Aluprof Bielsko-Biała | 25:15, 25:22, 21:25, 25:17 |

##### Finał
(do 3 zwycięstw)
| Data       | Drużyna 1           | Wynik | Drużyna 2           | Sety                              |
| ---------- | ------------------- | ----- | ------------------- | --------------------------------- |
| 2008-04-26 | Muszynianka Muszyna | 0:3   | Farmutil Piła       | 22:25, 19:25, 13:25               |
| 2008-04-27 | Muszynianka Muszyna | 3:1   | Farmutil Piła       | 25:18, 24:26, 26:24, 25:22        |
| 2008-04-30 | Farmutil Piła       | 3:0   | Muszynianka Muszyna | 25:14, 25:19, 25:21               |
| 2008-05-01 | Farmutil Piła       | 2:3   | Muszynianka Muszyna | 20:25, 19:25, 25:18, 25:20, 13:15 |
| 2008-05-04 | Muszynianka Muszyna | 3:1   | Farmutil Piła       | 25:21, 22:25, 25:17, 25:22        |

### Play-out
(do 4 zwycięstw)
| Data       | Drużyna 1            | Wynik | Drużyna 2            | Sety                              |
| ---------- | -------------------- | ----- | -------------------- | --------------------------------- |
| 2008-04-09 | Centrostal Bydgoszcz | 1:3   | AZS Białystok        | 23:25, 25:18, 20:25, 15:25        |
| 2008-04-12 | AZS Białystok        | 3:1   | Centrostal Bydgoszcz | 19:25, 25:21, 25:22, 25:17        |
| 2008-04-19 | Centrostal Bydgoszcz | 3:2   | AZS Białystok        | 25:23, 18:25, 19:25, 25:20, 15:8  |
| 2008-04-20 | Centrostal Bydgoszcz | 3:2   | AZS Białystok        | 25:22, 19:25, 25:19, 19:25, 15:13 |
| 2008-04-26 | AZS Białystok        | 3:1   | Centrostal Bydgoszcz | 25:18, 24:26, 25:23, 25:19        |
| 2008-04-27 | AZS Białystok        | 3:2   | Centrostal Bydgoszcz | 25:22, 19:25, 21:25, 25:23, 16:14 |

### Baraż o LSK
(do 3 zwycięstw)
| Data       | Drużyna 1            | Wynik | Drużyna 2            | Sety                              |
| ---------- | -------------------- | ----- | -------------------- | --------------------------------- |
| 2008-05-03 | AZS Pronar Białystok | 3:2   | TS Wisła Kraków      | 24:26, 15:25, 25:22, 26:24, 15:12 |
| 2008-05-04 | AZS Pronar Białystok | 3:0   | TS Wisła Kraków      | 25:20, 25:22, 26:24               |
| 2008-05-10 | TS Wisła Kraków      | 1:3   | AZS Pronar Białystok | 25:22, 21:25, 22:25, 18:25        |

## Klasyfikacja końcowa
| Lp. | Drużyna                   |
| --- | ------------------------- |
| 1   | Muszynianka Fakro Muszyna |
| 2   | PTPS Farmutil Piła        |
| 3   | Winiary Kalisz            |
| 4   | BKS Aluprof Bielsko-Biała |
| 5   | MKS Dąbrowa Górnicza      |
| 6   | Energa Gedania Gdańsk     |
| 7   | AZS AWF Poznań            |
| 8   | Stal Mielec               |
| 9   | Pronar AZS Białystok      |
| 10  | Centrostal Bydgoszcz      |

     Liga Mistrzyń
     Puchar CEV
     Puchar Challenge
     baraż z 2. zespołem serii B
     spadek do serii B

## Składy
| Numer | Nazwisko                  | Wzrost    | Pozycja      |
| ----- | ------------------------- | --------- | ------------ |
| 1     | Izabela Bełcik            | 185       | rozgrywająca |
| 2     | Mariola Zenik             | 174       | libero       |
| 3     | Marlena Mieszała          | 188       | środkowa     |
| 4     | Dorota Pykosz             | 182       | środkowa     |
| 5     | Kamila Frątczak           | 191       | atakująca    |
| 7     | Agata Karczmarzewska-Pura | 188       | przyjmująca  |
| 9     | Agnieszka Śrutowska       | 178       | rozgrywająca |
| 10    | Joanna Mirek              | 186       | przyjmująca  |
| 11    | Sylwia Pycia              | 189       | środkowa     |
| 12    | Gabriela Wojtowicz        | 200       | atakująca    |
| 16    | Aleksandra Przybysz       | 180       | przyjmująca  |
|       | Bogdan Serwiński          | I trener  | I trener     |
|       | Ryszard Litwin            | II trener | II trener    |

| Numer | Nazwisko            | Wzrost    | Pozycja      |
| ----- | ------------------- | --------- | ------------ |
| 1     | Anna Manikowska     | 176       | rozgrywająca |
| 2     | Klaudia Kaczorowska | 183       | przyjmująca  |
| 3     | Marta Kuehn-Jarek   | 167       | libero       |
| 4     | Anita Chojnacka     | 184       | atakująca    |
| 5     | Dominika Sieradzan  | 180       | przyjmująca  |
| 6     | Agnieszka Bednarek  | 185       | środkowa     |
| 7     | Yliya Shelukhina    | 192       | środkowa     |
| 8     | Katarzyna Skorupa   | 182       | rozgrywająca |
| 9     | Katarzyna Graczyk   | 186       | środkowa     |
| 10    | Urszula Bejga       | 197       | środkowa     |
| 11    | Michela Teixeira    | 176       | libero       |
| 12    | Agnieszka Kosmatka  | 188       | skrzydłowa   |
|       | Jerzy Matlak        | I trener  | I trener     |
|       | Adam Grabowski      | II trener | II trener    |

| Numer | Nazwisko                            | Wzrost    | Pozycja      |
| ----- | ----------------------------------- | --------- | ------------ |
| –     | Helena Horká                        | 190       | przyjmująca  |
| 1     | Anna Barańska                       | 178       | przyjmująca  |
| 2     | Eleonora Dziękiewicz                | 185       | środkowa     |
| 3     | Anna Woźniakowska                   | 181       | przyjmująca  |
| 4     | Milada Spalova                      | 189       | środkowa     |
| 6     | Olga Owczynnikowa                   | 179       | rozgrywająca |
| 7     | Magdalena Wawrzyniak                | 185       | atakująca    |
| 8     | Katarzyna Wawrzyniak                | 177       | rozgrywająca |
| 9     | Agata Sawicka                       | 181       | libero       |
| 10    | Magdalena Godos                     | 181       | rozgrywająca |
| 11    | Fernanda Janaina Cassia de Oliveira | 179       | przyjmująca  |
| 12    | Izabela Żebrowska                   | 189       | uniwersalna  |
| 13    | Daria Paszek                        | 184       | atakująca    |
| 16    | Sylwia Wojcieska                    | 194       | środkowa     |
|       | Igor Prielożny                      | I trener  | I trener     |
|       | Mariusz Pieczonka                   | II trener | II trener    |

| Numer | Nazwisko            | Wzrost    | Pozycja      |
| ----- | ------------------- | --------- | ------------ |
| –     | Ewa Kowalkowska     | 182       | atakująca    |
| –     | Swietłana Gałkina   | –         | rozgrywająca |
| 3     | Aleksadra Liniarska | 187       | środkowa     |
| 4     | Dorota Ściurka      | 180       | przyjmująca  |
| 5     | Dominika Kuczyńska  | 196       | środkowa     |
| 6     | Justyna Łunkiewicz  | 181       | rozgrywająca |
| 7     | Marta Pluta         | 183       | rozgrywająca |
| 8     | Monika Weder        | 184       | przyjmująca  |
| 9     | Alicja Malinowska   | 185       | atakująca    |
| 10    | Joanna Kuligowska   | 180       | przyjmująca  |
| 11    | Katarzyna Wysocka   | 182       | libero       |
| 12    | Monika Naczk        | 187       | środkowa     |
| 13    | Dominika Leśniewicz | 174       | libero       |
| 14    | Petya Cekova        | 188       | przyjmująca  |
|       | Jacek Grabowski     | I trener  | I trener     |
|       | Maciej Kosmol       | II trener | II trener    |

| Numer | Nazwisko                  | Wzrost    | Pozycja             |
| ----- | ------------------------- | --------- | ------------------- |
| 1     | Anna Kaczmar              | 181       | rozgrywająca        |
| 2     | Joanna Staniucha-Szczurek | 184       | przyjmująca         |
| 3     | Karolina Ciaszkiewicz     | 183       | przyjmująca         |
| 4     | Milena Sadurek            | 179       | rozgrywająca        |
| 6     | Iwona Waligóra            | 184       | przyjmująca         |
| 7     | Beata Strządała           | 190       | przyjmująca         |
| 9     | Katarzyna Jaszewska       | 181       | przyjmująca         |
| 10    | Jolanta Studzienna        | 185       | środkowa            |
| 11    | Edyta Kucharska           | 181       | środkowa/skrzydłowa |
| 12    | Natalia Bamber            | 186       | uniwersalna         |
| 13    | Paulina Maj               | 166       | libero              |
| 15    | Katarzyna Gajgał          | 190       | środkowa            |
|       | Wiktor Krebok             | I trener  | I trener            |
|       | Arkadiusz Jasek           | II trener | II trener           |

| Numer | Nazwisko            | Wzrost    | Pozycja      |
| ----- | ------------------- | --------- | ------------ |
| 1     | Katarzyna Wysocka   | 184       | środkowa     |
| 2     | Marzena Wilczyńska  | 180       | przyjmująca  |
| 3     | Anna Białobrzeska   | 178       | atakująca    |
| 5     | Karolina Pazderska  | 183       | środkowa     |
| 6     | Ewa Cabajewska      | 176       | rozgrywająca |
| 7     | Ewa Matyjaszek      | 177       | rozgrywająca |
| 8     | Ewelina Sieczka     | 184       | atakująca    |
| 9     | Małgorzata Lis      | 186       | środkowa     |
| 10    | Krystyna Tkaczewska | 166       | libero       |
| 11    | Marta Czerwińska    | 179       | przyjmująca  |
| 12    | Magdalena Piątek    | 181       | skrzydłowa   |
|       | Wiesław Popik       | I trener  | I trener     |
|       | Piotr Matela        | II trener | II trener    |

| Numer | Nazwisko             | Wzrost    | Pozycja      |
| ----- | -------------------- | --------- | ------------ |
| 1     | Alena Hendzel        | 191       | środkowa     |
| 2     | Dorota Wierkin       | 172       | rozgrywająca |
| 3     | Emilia Sekutowska    | 193       | atakująca    |
| 4     | Marta Wrzesińska     | 180       | –            |
| 5     | Joanna Szeszko       | 182       | przyjmująca  |
| 6     | Katarzyna Kalinowska | 186       | środkowa     |
| 8     | Magdalena Saad       | 168       | libero       |
| 9     | Ilona Gierak         | 182       | atakująca    |
| 10    | Dominika Koczorowska | 186       | środkowa     |
| 12    | Volha Palcheuskaya   | 183       | rozgrywająca |
| 13    | Justyna Sachmacińska | 183       | przyjmująca  |
| 14    | Tatiana Hardzeyeva   | 186       | przyjmująca  |
| 17    | Olga Leżenkina       | –         | rozgrywająca |
| 18    | Katarzyna Walawender | 178       | przyjmująca  |
|       | Dariusz Luks         | I trener  | I trener     |
|       | Rafał Prus           | II trener | II trener    |

| Numer | Nazwisko           | Wzrost    | Pozycja      |
| ----- | ------------------ | --------- | ------------ |
| 1     | Paulina Dutkiewicz | 192       | środkowa     |
| 3     | Magdalena Banecka  | 174       | libero       |
| 4     | Paulina Peret      | 168       | libero       |
| 5     | Karolina Olczyk    | 173       | rozgrywająca |
| 6     | Marta Łukaszewska  | 184       | skrzydłowa   |
| 7     | Dorota Burdzel     | 182       | przyjmująca  |
| 8     | Dorota Wilk        | 177       | rozgrywająca |
| 9     | Ewelina Dązbłaż    | 183       | środkowa     |
| 11    | Agata Wilk         | 170       | atakująca    |
| 12    | Hristiyana Koleva  | 183       | przyjmująca  |
| 13    | Małgorzata Skorupa | 183       | środkowa     |
| 16    | Iwona Niedźwiecka  | 185       | uniwersalna  |
|       | Roman Murdza       | I trener  | I trener     |
|       | Maciej Banecki     | II trener | II trener    |

| Numer | Nazwisko            | Wzrost    | Pozycja      |
| ----- | ------------------- | --------- | ------------ |
| –     | Aleksandra Kruk     | 180       | przyjmująca  |
| –     | Anna Szydełko       | 189       | środkowa     |
| –     | Emilia Reimus       | 181       | przyjmująca  |
| –     | Irina Archangielska | 174       | rozgrywająca |
| –     | Jana Magátová       | 187       | środkowa     |
| –     | Joanna Frąckowiak   | 185       | przyjmująca  |
| –     | Justyna Ordak       | 176       | rozgrywająca |
| –     | Karolina Wiśniewska | 191       | środkowa     |
| –     | Katarzyna Styskal   | 170       | libero       |
| –     | Kinga Zielińska     | 186       | przyjmująca  |
| –     | Marta Salamon       | 189       | środkowa     |
| –     | Małgorzata Cieśla   | 189       | skrzydłowa   |
| –     | Natalia Narożna     | 166       | libero       |
| –     | Paulina Gomułka     | 184       | atakująca    |
|       | Wojciech Lalek      | I trener  | I trener     |
|       | Henryk Skrobański   | II trener | II trener    |

| Numer | Nazwisko            | Wzrost    | Pozycja              |
| ----- | ------------------- | --------- | -------------------- |
| 2     | Karolina Suwińska   | 189       | środkowa             |
| 4     | Katarzyna Wellna    | 184       | atakująca            |
| 5     | Natalia Kondracjewa | 185       | środkowa             |
| 6     | Natalia Nuszel      | 180       | przyjmująca/atakując |
| 8     | Aleksandra Pasznik  | 182       | rozgrywająca         |
| 9     | Elżbieta Skowrońska | 183       | przyjmująca          |
| 10    | Ewa Kasprów         | 188       | rozgrywająca         |
| 11    | Berenika Tomsia     | 187       | środkowa             |
| 12    | Kinga Kasprzak      | 188       | przyjmująca          |
| 14    | Tamara Kaliszuk     | 182       | atakująca            |
| 15    | Natalia Ziemcowa    | 185       | środkowa             |
| 16    | Agata Durajczyk     | 170       | libero               |
| 18    | Marta Siwka         | 167       | libero               |
|       | Leszek Milewski     | I trener  | I trener             |
|       | Paweł Kramek        | II trener | II trener            |

## Transfery
| Winiary Bakalland Kalisz | Winiary Bakalland Kalisz                                                      |
| Przychodzą | Odchodzą                                                                      |
| --- | ----------------------------------------------------------------------------- |
| Daria Paszek (Astra Krotoszyn) Sylwia Wojcieska (Wisła Kraków) Fernanda Janaina Cassia de Oliveira (Schweriner SC – GER) Helena Horka (Panellinios Ateny – GRE) Katarzyna Wawrzyniak (SMS Sosnowiec/MKS AS Myszków) Magdalena Wawrzyniak (SMS Sosnowiec/MKS AS Myszków) | Tereza Matuszkowa (Grupo 2002 Murcia – ESP) Ewelina Toborek (Gwardia Wrocław) |

| Farmutil Piła | Farmutil Piła |
| Przychodzą | Odchodzą |
| --- | --- |
| Yuliya Shelukhina (AZS AWF Poznań) Dominika Sieradzan (Muszynianka Muszyna) Klaudia Kaczorowska (SMS Sosnowiec) Urszula Bejga (SMS Sosnowiec) Katarzyna Graczyk (zespół rezerw) | Beata Strządała (BKS Aluprof Bielsko-Biała) Edyta Rzenno (Piast Szczecin) Karolina Michalkiewicz (UKS Jedynka Aleksandrów Łódzki) Katarzyna Wysocka (MKS Dąbrowa Górnicza) |

| Centrostal Bydgoszcz | Centrostal Bydgoszcz |
| Przychodzą | Odchodzą |
| --- | --- |
| trener Jacek Grabowski Marta Pluta (Pronar AZS Białystok) Dominika Kuczyńska (Energa Gedania Gdańsk) Petia Cekova (CSKA Sofia – BUL) | Ewa Kowalkowska (urlop) Agnieszka Śrutowska (Muszynianka Muszyna) Iliana Gocheva (szuka klubu) Karolina Ciaszkiewicz (BKS Aluprof Bielsko-Biała) Joanna Frąckowiak (AZS AWF Poznań) |

| Aluprof Bielsko-Biała | Aluprof Bielsko-Biała |
| Przychodzą | Odchodzą |
| --- | --- |
| Anna Kaczmar (PLKS Pszczyna) Natalia Bamber (Muszynianka Muszyna) Karolina Ciaszkiewicz (Centrostal Bydgoszcz) Beata Strządała (Farmutil Piła) Iwona Waligóra (Stal Mielec) | Anna Podolec (Bałakowskaja AES Bałakowo – RUS) Mariola Barszcz-Wojtowicz (szuka klubu) Monika Smak (szuka klubu) Rositsa Yaneva (szuka klubu) Duygu Sipahioğlu (Gaziantep Şahinbey Belediyesi) Iwona Niedźwiecka (Stal Mielec) |

| Muszynianka Muszyna | Muszynianka Muszyna |
| Przychodzą | Odchodzą |
| --- | --- |
| II trener Ryszard Litwin (Wisła Kraków) Mariola Zenik (Zarieczje Odincowo – RUS) Joanna Mirek (Tulica Tuła – RUS) Aleksandra Przybysz (Rebecchi Piacenza Volley – ITA) Kamila Frątczak (Europea 92 Isernia – ITA) Gabriela Wojtowicz (SMS Sosnowiec) Agnieszka Śrutowska (Centrostal Bydgoszcz) Agata Karczmarzewska (Tulica Tuła – RUS) Sylwia Pycia (AZS Białystok) | II trener Ryszard Litwin (Wisła Kraków) Mariola Zenik (Zarieczje Odincowo – RUS) Joanna Mirek (Tulica Tuła – RUS) Aleksandra Przybysz (Rebecchi Piacenza Volley – ITA) Kamila Frątczak (Europea 92 Isernia – ITA) Gabriela Wojtowicz (SMS Sosnowiec) Agnieszka Śrutowska (Centrostal Bydgoszcz) Agata Karczmarzewska (Tulica Tuła – RUS) Sylwia Pycia (AZS Białystok) |

| AZS AWF Poznań | AZS AWF Poznań |
| Przychodzą | Odchodzą |
| --- | --- |
| Anna Szydełko (Muszynianka) Jana Magátová (VK Brno – CZE) Kinga Zielińska (SMS Sosnowiec) Aleksandra Kruk (Energa Gedania Gdańsk) Joanna Frąckowiak (Centrostal Bydgoszcz) Paulina Gomułka (Gwardia Wrocław) Natalia Narożna (zespół rezerw) Emilia Reimus (Energa Gedania Gdańsk) Marta Salamon (zespół rezerw) | Yuliya Shelukhina (Farmutil Piła) Katarzyna Żalińska (AZS KSZO Ostrowiec Świętokrzyski) Anna Dybizbańska (szuka klubu) Jana Hramyka (szuka klubu) Magdalena Bydołek (szuka klubu) Katarzyna Wellna (Energa Gedania Gdańsk) Marta Czerwińska (MKS Dąbrowa Górnicza) |

| Energa Gedania Gdańsk | Energa Gedania Gdańsk |
| Przychodzą | Odchodzą |
| --- | --- |
| Marzena Nieczyporowska (powrót z SPS Politechnika Częstochowa) Kinga Kasprzak (Piast Szczecin) Katarzyna Wellna (AZS AWF Poznań) Natalia Kondratiewa (Atlant Baranowicze – BLR) Elżbieta Skowrońska (AZS Białystok) Karolina Suwińska (zespół juniorek) Agata Durajczyk (zespół juniorek) Tamara Kaliszuk (zespół juniorek) Natalia Ziemcowa (Galychanka Tarnopol – UKR) Marta Siwka Stal Mielec | Aleksandra Kruk (AZS AWF Poznań) Emilia Reimus (AZS AWF Poznań) Marta Szczygielska (II liga włoska) Monika Gorszyniecka (szuka klubu) Anna Sołodkowicz (urlop macierzyński) Marta Siwka (szuka klubu) Małgorzata Niemczyk (Organica Budowlani Łódź) Dominika Kuczyńska (Centrostal Bydgoszcz) |

| Stal Mielec | Stal Mielec |
| Przychodzą | Odchodzą |
| --- | --- |
| trener Roman Murdza (UMKS Łańcut) II trener Maciej Banecki Dorota Burdzel (Beauvais Oise – FRA) Iwona Niedźwiecka (Aluprof Bielsko-Biała) Paulina Dutkiewicz (Piast Szczecin) Magdalena Banecka (Muszynianka Muszyna) Irina Khadanionak Hristiyana Koleva (AS Saint-Raphaël Volley-Ball – FRA) | trener Jacek Wiśniewski Katarzyna Ząbek (szuka klubu) Iwona Waligóra (Aluprof Bielsko-Biała) Marta Wrzesińska (szuka klubu) Agata Turbak (SPS Politechnika Częstochowa) |

| AZS Pronar Zeto Astwa Białystok | AZS Pronar Zeto Astwa Białystok |
| Przychodzą | Odchodzą |
| --- | --- |
| trener Czesław Tobolski (Nike Ostrołęka) Ilona Gierak (Czarni Węgrów) Agnieszka Niemczewska (Marquette – USA) Tatiana Gordiejewa (Minczanka Mińsk – BLR) | trener Osmar Pohl (Nike Ostrołęka) Marta Pluta (Centrostal Bydgoszcz) Elżbieta Skowrońska (Gedania Gdańsk) Sylwia Pycia (Muszynianka Muszyna) Kinga Baran (Budowlani Łódź) Karolina Kosek (Wisła Kraków) Iwona Gosko (ZEO NIKE Ostrołęka) trener Marian Kardas Sylvia Oliveira Isabela Lopez Larisa Brasileiro |

| MKS Dąbrowa Górnicza | MKS Dąbrowa Górnicza |
| Przychodzą | Odchodzą |
| --- | --- |
| trener Wiesław Popik (Delecta Bydgoszcz (M)) Magdalena Piątek (Wisła Kraków) Marta Czerwińska (AZS AWF Poznań) Ewa Cabajewska (Muszynianka Muszyna) Katarzyna Wysocka (Farmutil Piła) | trener Waldemar Kawka (zostanie koordynatorem) Izabela Kunc (powrót do Wisły Kraków) Urszula Jędrys-Szynkiel (SPS Politechnika Częstochowa) Andrea Pavelkova (TJ Sokol Frýdek-Místek – SVK) |